# Zombie Island Massacre
Pour plus de détails, voir Fiche technique et Distribution.
Zombie Island Massacre est un film d'horreur américain réalisé par John N. Carter, sorti en 1984.

## Synopsis
Un groupe de personnes partent faire une visite guidée dans les Caraïbes. Dès leur arrivée, ils assistent à une messe vaudoue, dans laquelle le maître de cérémonie entre en transe pour réveiller un mort. Ne supportant pas l'affreux spectacle, les couples s'échappent mais le chauffeur n'est plus dans le bus. C'est alors que les couples vont devoir réussir à survivre toute la nuit sur l'île, maintenant peuplée de zombies...

## Fiche technique
- Titre : Zombie Island Massacre
- Réalisation : John N. Carter
- Scénario : David Broadnax, Logan O'Neill et William Stoddard
- Musique : Harry Manfredini
- Photographie : Robert M. Baldwin
- Montage : John N. Carter
- Production : David Broadnax
- Société de distribution : Troma Entertainment (États-Unis)
- Pays :  États-Unis
- Genre : Horreur et fantastique
- Durée : 95 minutes
- Dates de sortie : 
  -  États-Unis : novembre 1984
- Interdit aux moins de 12 ans

## Distribution
- David Broadnax : Paul
- Rita Jenrette : Sandy
- Tom Cantrell : Steve
- Diane Clayre Holub : Connie
- George Peters : Whitney
- Ian McMillan : Joe
- Dennis Stephenson :le guide touristique
- Debbie Ewing : Helen
- Kristina Marie Wetzel : Barbie
- Harriet Rawlings : Ethel
- Christopher Ferris : Matt
- Ralph Monaco : Jerry
- Deborah Jason : Donna
- Tom Fitzsimmons : Ed
- Bruce Sterman : Hogan
- Luba Pincus : Simmons
- Emmett Murphy : George